# Robert Prescott
Robert Prescott (ur. 1726, zm. 1815) – brytyjski żołnierz i administrator, gubernator generalny Brytyjskiej Kanady w latach 1796-1807.
Robert Prescott urodził się w Anglii w 1725. W 1755 został oficerem brytyjskiej armii ekspedycyjnej do Nowej Francji. Został adiutantem Jeffreya Amhersta, a następnie służył pod rozkazami generała Jamesa Wolfe. Brał udział w wojnie o niepodległość Stanów Zjednoczonych po stronie brytyjskiej. Pod dowództwem generała Jamesa Granta brał udział w wojnie o Francuskie Antyle w 1778. W 1793 już jako generał objął zarząd Barbados. Rok później zdobył Martynikę zostając jej cywilnym gubernatorem, a następnie Gwadelupę.
Wobec pogarszającego się stanu zdrowia w 1795 zrezygnował z armii i wrócił do Anglii. W 1796 dostał nominację na gubernatora Kanady. Objął także gubernatorstwo Nowej Szkocji i Nowego Brunszwiku. Jedną z jego zasług jest rozbudowa umocnień Québecu. Stłumił także nieudaną próbę powstania w Kanadzie pod wodzą Davida McLeana. W 1807 powrócił do Anglii gdzie zmarł w 1816.